# Percy Helton
Percy A. Helton (New York, 31 gennaio 1894 – Hollywood, 11 settembre 1971) è stato un attore statunitense.
Ha recitato in oltre cento film dal 1915 al 1978 ed è apparso in oltre 110 produzioni televisive dal 1950 al 1971.

## Biografia
Percy Helton nacque a New York il 31 gennaio 1894.
Per la televisione interpretò, tra gli altri, il ruolo di Homer Cratchit in 6 episodi della serie televisiva The Beverly Hillbillies dal 1968 al 1969. La sua ultima apparizione sul piccolo schermo avvenne nell'episodio How Many Candles? della serie televisiva La tata e il professore, andato in onda il 26 febbraio 1971, che lo vede nel ruolo di Mr. Rumble, mentre per il grande schermo l'ultima interpretazione risale al film Legend of the Northwest del 1978.
Morì a Hollywood, in California, il 11 settembre 1971 e fu seppellito al Westwood Memorial Park di Los Angeles.

## Filmografia

### Cinema
- The Fairy and the Waif, regia di Marie Hubert Frohman e George Irving (1915)
- The Flower of Faith, regia di Burton L. King (1916)
- The Master Mind, regia di Oscar Apfel (1920)
- The Offenders, regia di Fenwicke L. Holmes e Margery Wilson (1922)
- Ali d'argento (Silver Wings), regia di Edwin Carewe e John Ford (1922)
- Insinuation, regia di Margery Wilson (1922)
- Frankie and Johnnie, regia di Chester Erskine (1936)
- Du Barry Did All Right, regia di Joseph Henabery (1937)
- The Prisoner of Swing, regia di Roy Mack (1938)
- At Home, regia di Lloyd French (1939)
- Il miracolo della 34ª strada (Miracle on 34th Street), regia di George Seaton (1947)
- Chiamate Nord 777 (Call Northside 777), regia di Henry Hathaway (1948)
- Let's Live Again, regia di Herbert I. Leeds (1948)
- Azzardo (Hazard), regia di George Marshall (1948)
- Ladri in guanti gialli (Larceny), regia di George Sherman (1948)
- Quel meraviglioso desiderio (That Wonderful Urge), regia di Robert B. Sinclair (1948)
- Chicken Every Sunday, regia di George Seaton (1949)
- La sconfitta di Satana (Alias Nick Beal), regia di John Farrow (1949)
- Stasera ho vinto anch'io (The Set-Up), regia di Robert Wise (1949)
- Incrocio pericoloso (The Crooked Way),regia di Robert Florey (1949)
- La sete dell'oro (Lust for Gold), regia di Sylvan Simon e George Marshall (1949)
- Doppio gioco (Criss Cross), regia di Robert Siodmak (1949)
- Ho sposato un demonio (Red, Hot and Blue), regia di John Farrow (1949)
- Gianni e Pinotto e l'assassino misterioso (Abbott and Costello Meet the Killer, Boris Karloff), regia di Charles Barton (1949)
- I corsari della strada (Thieves' Highway), regia di Jules Dassin (1949)
- La mia amica Irma (My Friend Irma), regia di George Marshall (1949)
- Quella meravigliosa invenzione (Free for All), regia di Charles Barton (1949)
- Nozze infrante (The Secret Fury), regia di Mel Ferrer (1950)
- Tyrant of the Sea, regia di Lew Landers (1950)
- Harbor of Missing Men, regia di R.G. Springsteen (1950)
- La Venere di Chicago (Wabash Avenue), regia di Henry Koster (1950)
- La gioia della vita (Riding High), regia di Frank Capra (1950)
- Ai vostri ordini signora! (Fancy Pants), regia di George Marshall (1950)
- L'indossatrice (A Life of Her Own), regia di George Cukor (1950)
- Le frontiere dell'odio (Copper Canyon), regia di John Farrow (1950)
- The Sun Sets at Dawn, regia di Paul Sloane (1950)
- Cirano di Bergerac (Cyrano de Bergerac), regia di Michael Gordon (1950)
- Under Mexicali Stars, regia di George Blair (1950)
- Le vie del cielo (Three Guys Named Mike), regia di Charles Walters (1951)
- Tutto per tutto (Inside Straight), regia di Gerald Mayer (1951)
- Solitudine (Night Into Morning), regia di Fletcher Markle (1951)
- Never Trust a Gambler, regia di Ralph Murphy (1951)
- La mia donna è un angelo (Darling, How Could You!), regia di Mitchell Leisen (1951)
- Il grande bersaglio (The Tall Target), regia di Anthony Mann (1951)
- Chain of Circumstance, regia di Will Jason (1951)
- The Family Secret, regia di Henry Levin (1951)
- L'avventuriero delle Ande (The Barefoot Mailman), regia di Earl McEvoy (1951)
- Una ragazza in ogni porto (A Girl in Every Port), regia di Chester Erskine (1952)
- The Belle of New York, regia di Charles Walters (1952)
- Canzone del Mississippi (I Dream of Jeanie), regia di Allan Dwan (1952)
- Three for Bedroom C, regia di Milton H. Bren (1952)
- Il cantante matto (The Stooge), regia di Norman Taurog (1952)
- Virginia, dieci in amore (She's Back on Broadway), regia di Gordon Douglas (1953)
- Chiamatemi Madame (Call Me Madam), regia di Walter Lang (1953)
- Morti di paura (Scared Stiff), regia di George Marshall (1953)
- Terra bruciata (Ambush at Tomahawk Gap), regia di Fred F. Sears (1953)
- Cavalca vaquero! (Ride, Vaquero!), regia di John Farrow (1953)
- Squadra omicidi (Vice Squad), regia di Arnold Laven (1953)
- Down Laredo Way, regia di William Witney (1953)
- The Affairs of Dobie Gillis, regia di Don Weis (1953)
- La città dei fuorilegge (City of Bad Men), regia di Harmon Jones (1953)
- La tunica (The Robe), regia di Henry Koster (1953)
- Come sposare un milionario (How to Marry a Millionaire), regia di Jean Negulesco (1953)
- La ragazza da 20 dollari (Wicked Woman), regia di Russell Rouse (1953)
- Geraldine, regia di R.G. Springsteen (1953)
- Un pizzico di fortuna (Lucky Me), regia di Jack Donohue (1954)
- Addio signora Leslie (About Mrs. Leslie), regia  di Daniel Mann (1954)
- È nata una stella (A Star Is Born), regia di George Cukor (1954)
- Le avventure di Hajji Babà (The Adventures of Hajji Baba), regia di Don Weis (1954)
- Bianco Natale (White Christmas), regia di Michael Curtiz (1954)
- Ventimila leghe sotto i mari (20000 Leagues Under the Sea), regia  di Richard Fleischer (1954)
- I sanguinari (Crashout), regia di Lewis R. Foster (1955)
- Un bacio e una pistola (Kiss Me Deadly), regia  di Robert Aldrich (1955)
- Jail Busters, regia di William Beaudine (1955)
- L'imputato deve morire (Trial), regia di Mark Robson (1955)
- Squadra criminale: caso 24 (No Man's Woman), regia di Franklin Adreon (1955)
- Diana la cortigiana (Diane), regia di David Miller (1956)
- I rapinatori del passo (Fury at Gunsight Pass), regia di Fred F. Sears (1956)
- Quando la gang colpisce (Terror at Midnight), regia di Franklin Adreon (1956)
- Sfida alla città (The Boss), regia di Byron Haskin (1956)
- Processo al rock and roll (Shake, Rattle & Rock!), regia di Edward L. Cahn (1956)
- La corriera fantasma (The Phantom Stagecoach), regia di Ray Nazarro (1957)
- I clandestini della frontiera (The Vintage), regia di Jeffrey Hayden (1957)
- Questa notte o mai (This Could Be the Night), regia di Robert Wise (1957)
- Spook Chasers, regia di George Blair (1957)
- La maschera nera di Cedar Pass (The Last Stagecoach West), regia di Joseph Kane (1957)
- Il delinquente del rock and roll (Jailhouse Rock), regia di Richard Thorpe (1957)
- La legge del più forte (The Sheepman), regia di George Marshall (1958)
- L'orgoglioso ribelle (The Proud Rebel), regia di Michael Curtiz (1958)
- Missili in giardino (Rally 'Round the Flag, Boys!), regia di Leo McCarey (1958)
- Tutte le ragazze lo sanno (Ask Any Girl), regia di Charles Walters (1959)
- Che nessuno scriva il mio epitaffio (Let No Man Write My Epitaph), regia di Philip Leacock (1960)
- La spiaggia del desiderio (Where the Boys Are), regia di Henry Levin (1960)
- Capobanda (The Music Man), regia di Morton Da Costa (1962)
- Sfida nell'alta Sierra (Ride the High Country), regia di Sam Peckinpah (1962)
- Letti separati (The Wheeler Dealers), regia di Arthur Hiller (1963)
- I quattro del Texas (4 for Texas), regia di Robert Aldrich (1963)
- Get Yourself a College Girl, regia di Sidney Miller (1964)
- Piano... piano, dolce Carlotta (Hush...Hush, Sweet Charlotte), regia di Robert Aldrich (1964)
- Erasmo il lentigginoso (Dear Brigitte), regia di Henry Koster (1965)
- La zebra in cucina (Zebra in the Kitchen), regia di Ivan Tors (1965)
- I 4 figli di Katie Elder (The Sons of Katie Elder), regia di Henry Hathaway (1965)
- Posta grossa a Dodge City (A Big Hand for the Little Lady), regia di Fielder Cook (1966)
- Don't Worry, We'll Think of a Title, regia di Harmon Jones (1966)
- Il ciarlatano (The Big Mouth), regia di Jerry Lewis (1967)
- Sogni perduti (Head), regia di Bob Rafelson (1968)
- Butch Cassidy (Butch Cassidy and the Sundance Kid), regia di George Roy Hill (1969)
- The Day of the Wolves, regia di Ferde Grofé Jr. (1971)
- Legend of the Northwest (postumo), regia di Rand Brooks (1978)

### Televisione
- Dick Tracy – serie TV, 2 episodi (1950)
- Front Page Detective – serie TV, un episodio (1951)
- Missione pericolosa (Dangerous Assignment) – serie TV, un episodio (1952)
- Gang Busters – serie TV, un episodio (1952)
- I'm the Law – serie TV, un episodio (1953)
- Squadra mobile (Racket Squad) – serie TV, 2 episodi (1951-1953)
- Mr. & Mrs. North – serie TV, 2 episodi (1953)
- Schlitz Playhouse of Stars – serie TV, un episodio (1953)
- Adventures of Superman – serie TV, un episodio (1953)
- The Life of Riley – serie TV, 2 episodi (1953)
- Gianni e Pinotto (The Abbott and Costello Show) – serie TV, episodio 2x13 (1954)
- Hopalong Cassidy – serie TV, un episodio (1954)
- Four Star Playhouse – serie TV, 2 episodi (1952-1954)
- The Public Defender – serie TV, un episodio (1954)
- The Adventures of Falcon – serie TV, un episodio (1954)
- Waterfront – serie TV, 2 episodi (1955)
- Il cavaliere solitario (The Lone Ranger) – serie TV, un episodio (1955)
- The Whistler – serie TV, episodio 1x30 (1955)
- The Ford Television Theatre – serie TV, un episodio (1955)
- The Millionaire – serie TV, un episodio (1955)
- December Bride – serie TV, un episodio (1955)
- Screen Directors Playhouse – serie TV, episodio 1x12 (1955)
- Sheriffs of the USA – serie TV (1956)
- Celebrity Playhouse – serie TV, episodio 1x36 (1956)
- Sheriff of Cochise – serie TV, un episodio (1956)
- Crossroads – serie TV, episodio 2x12 (1956)
- Corky, il ragazzo del circo (Circus Boy) – serie TV, episodio 1x12 (1956)
- Dr. Hudson's Secret Journal – serie TV, 2 episodi (1955-1957)
- Scienza e fantasia (Science Fiction Theatre) – serie TV, episodio 2x36 (1957)
- Cavalcade of America – serie TV, un episodio (1957)
- Papà ha ragione (Father Knows Best) – serie TV, un episodio (1957)
- The 20th Century-Fox Hour – serie TV, episodi 2x08-2x11 (1957)
- The Gale Storm Show: Oh, Susanna! – serie TV, un episodio (1957)
- L'uomo ombra (The Thin Man) – serie TV, episodio 1x09 (1957)
- The Gray Ghost – serie TV, episodio 1x34 (1958)
- The Adventures of Jim Bowie – serie TV, un episodio (1958)
- Letter to Loretta – serie TV, un episodio (1958)
- Man Without a Gun – serie TV, un episodio (1958)
- Casey Jones – serie TV, un episodio (1958)
- Broken Arrow – serie TV, 2 episodi (1956-1958)
- Il tenente Ballinger (M Squad) – serie TV, un episodio (1958)
- Death Valley Days – serie TV, 3 episodi (1953-1958)
- Furia (Fury) – serie TV, un episodio (1958)
- Le avventure di Rin Tin Tin (The Adventures of Rin Tin Tin) – serie TV, 3 episodi (1957-1959)
- Alcoa Presents: One Step Beyond – serie TV, un episodio (1959)
- The Lineup – serie TV, un episodio (1959)
- Johnny Ringo – serie TV, un episodio (1959)
- The Man from Blackhawk – serie TV, un episodio (1959)
- Lassie – serie TV, un episodio (1959)
- Ricercato vivo o morto (Wanted: Dead or Alive) – serie TV, episodio 2x23 (1960)
- Gli intoccabili (The Untouchables) – serie TV, 2 episodi (1960)
- Lo sceriffo indiano (Law of the Plainsman) – serie TV, episodio 1x23 (1960)
- Mr. Lucky – serie TV, episodio 1x21 (1960)
- Bourbon Street Beat – serie TV, un episodio (1960)
- The Texan – serie TV, episodio 2x29 (1960)
- Colt .45 – serie TV, un episodio (1960)
- Thriller – serie TV, episodio 1x05 (1960)
- Maverick – serie TV, 2 episodi (1957-1960)
- Michael Shayne – serie TV episodio 1x11 (1960)
- Sugarfoot – serie TV, episodi 3x19-4x07 (1960-1961)
- The Brothers Brannagan – serie TV, un episodio (1961)
- Scacco matto (Checkmate) – serie TV, episodio 1x27 (1961)
- Lock-Up – serie TV, episodio 2x30 (1961)
- Miami Undercover – serie TV, un episodio (1961)
- Gli uomini della prateria (Rawhide) – serie TV, episodio 3x30 (1961)
- Lawman – serie TV, 3 episodi (1959-1961)
- Cheyenne – serie TV, un episodio (1961)
- Everglades – serie TV, episodio 1x07 (1961)
- The Bob Cummings Show – serie TV, un episodio (1961)
- Alfred Hitchcock presenta (Alfred Hitchcock Presents) – serie TV, 7 episodi (1955-1961)
- Outlaws – serie TV, episodio 1x19 (1962)
- Bus Stop – serie TV, un episodio (1962)
- The Dick Powell Show – serie TV, episodio 1x29 (1962)
- The Real McCoys – serie TV, 2 episodi (1960-1962)
- Mr. Smith Goes to Washington – serie TV, un episodio (1963)
- Dakota (The Dakotas) – serie TV, episodio 1x06 (1963)
- Hazel – serie TV, un episodio (1963)
- Laramie – serie TV, 3 episodi (1961-1963)
- The Bill Dana Show – serie TV, un episodio (1963)
- La legge del Far West (Temple Houston) – serie TV, un episodio (1964)
- La legge di Burke (Burke's Law) – serie TV, episodio 1x20 (1964)
- Il fuggiasco (The Fugitive) – serie TV, un episodio (1964)
- Ai confini della realtà (The Twilight Zone) – serie TV, 2 episodi (1963-1964)
- Vacation Playhouse – serie TV, un episodio (1964)
- The Baileys of Balboa – serie TV, un episodio (1964)
- Perry Mason – serie TV, 3 episodi (1961-1965)
- The Farmer's Daughter – serie TV, un episodio (1965)
- Mister Ed, il mulo parlante (Mister Ed) – serie TV, 2 episodi (1962-1965)
- The Smothers Brothers Show – serie TV, un episodio (1965)
- Honey West – serie TV, episodio 1x12 (1965)
- F.B.I. (The F.B.I.) – serie TV, un episodio (1966)
- Gunsmoke – serie TV, 5 episodi (1959-1966)
- Io e i miei tre figli (My Three Sons) – serie TV, episodio 7x02 (1966)
- Bonanza – serie TV, 4 episodi (1959-1967)
- Il Calabrone Verde (The Green Hornet) – serie TV, un episodio (1967)
- Agenzia U.N.C.L.E. (The Girl from U.N.C.L.E.) – serie TV, un episodio (1967)
- Polvere di stelle (Bob Hope Presents the Chrysler Theatre) – serie TV, un episodio (1967)
- Cimarron Strip – serie TV, episodio 1x02 (1967)
- The Mothers-In-Law – serie TV, un episodio (1967)
- Il virginiano (The Virginian) – serie TV, un episodio (1967)
- Daniel Boone – serie TV, 2 episodi (1966-1968)
- Batman – serie TV, un episodio (1968)
- Get Smart – serie TV, un episodio (1968)
- La terra dei giganti (Land of the Giants) – serie TV, un episodio (1968)
- Selvaggio west (The Wild Wild West) – serie TV, episodio 4x12 (1968)
- Il grande teatro del west (The Guns of Will Sonnett) – serie TV, un episodio (1969)
- The Beverly Hillbillies – serie TV, 6 episodi (1968-1969)
- La fattoria dei giorni felici (Green Acres) – serie TV, 3 episodi (1966-1969)
- The Good Guys – serie TV, un episodio (1969)
- Love, American Style – serie TV, un episodio (1970)
- Giulia (Julia) – serie TV, un episodio (1970)
- Petticoat Junction – serie TV, 2 episodi (1965-1970)
- Medical Center – serie TV, un episodio (1970)
- Missione Impossibile (Mission: Impossible) – serie TV, un episodio (1971)
- La tata e il professore (Nanny and the Professor) – serie TV, un episodio (1971)

## Doppiatori italiani
- Carlo Romano in Azzardo, Ladri in guanti gialli, Doppio gioco, La gioia della vita
- Vinicio Sofia in La sete dell'oro, Le frontiere dell'odio (ridoppiaggio)
- Nino Camarda in Ho sposato un demonio, Squadra omicidi
- Lauro Gazzolo in La tunica
- Mario Besesti in Come sposare un milionario
- Amilcare Pettinelli in Bianco Natale
- Olinto Cristina in Ventimila leghe sotto i mari
- Gino Baghetti in Missili in giardino
- Mario Corte in Sfida nell'Alta Sierra
- Gastone Pescucci in Un bacio e una pistola (ridoppiaggio)